# Etzendorf (Gemeinde Wies)
Etzendorf ist eine Ortschaft und eine Katastralgemeinde in der Gemeinde Wies im Bezirk Deutschlandsberg, Steiermark.
Die Ortschaft westlich von Wies befindet sich im Tal der Weißen Sulm. Am 1. Jänner 2024 zählte die Ortschaft 161 Einwohner.

## Geschichte
Das früheste Schriftzeugnis ist von 1170 und lautet „Æzeleinsdorf“. Der Name geht auf den althochdeutschen Personennamen Ezili zurück.